# Sant Martí de Calonge
Sant Martí de Calonge és una església del municipi de Calonge (Baix Empordà) protegida com a bé cultural d'interès local.

## Descripció
L'edifici és d'una sola nau, molt ampla, amb vuit capelles laterals comunicades entre si de manera que semblen formar dues naus laterals. Dues de les capelles més allargades formen una espècie de creuer. La de l'esquerra és l'anomenada de la Mare de Déu del Roser. La capçalera és poligonal. Està coberta amb volta de mig punt amb llunetes i els arcs formers són de mig punt i alguns lleugerament apuntats. A la façana, orientada a llevant, destaca l'elegant portalada.A la nau central hi ha unes grisalles vuitcentistes que representen els quatre evangelistes amb els seus atributs. Protegint l'entrada hi ha un cancell de fusta. En la part meridional del temple s'aixeca la torre-campanar, de planta quadrada.

### Campanar
Una bona part de la seva estructura és romànica. Tanmateix, en la part baixa i mur meridional s'hi troben restes de carreus antics, una porta lateral barroca i una part d'una finestra d'arc de mig punt. El campanar consta de tres pisos. Entre el parament i la volta de la part inferior del campanar es veuen restes de la coberta de la nau lateral romànica. Els últims dies de juliol de 1462 es concentraren a Calonge, procedents de la Vall d'Aro, les tropes que manaven Martí Guerau de Cruïlles –el senyor de Calonge- i Berenguer de Senesterra, fugitius de les forces de la Generalitat, comanades pel Comte de Pallars, que els havia sorprès a Llagostera, i de les columnes franceses de Lluís XI que avançaven des del Rosselló. La vila de Calonge, contrària a Joan II, es va revoltar i forces i capitostos es van haver de refugiar al campanar. Però les portes foren cremades, i tots –Martí Guerau entre ells- foren fets presoners i portats a Hostalric. L'aspecte actual es deu a la reforma dirigida pel mestre d'obres Josep Ferrer i Bataller (Palafrugell, 1836-1903) que tenia per sobrenom «el bonic» o «es bonic paleta».

## Història
Les notícies documentals més antigues fan referència als temples preromànic i romànic. L'església fou consagrada el 12 de setembre de l'any 1423 pel bisbe Andreu Bertran que l'endemà va consagrar l'altar major i el cementiri Al segle xviii Calonge coneix una gran prosperitat que permet erigir una nova església dins de l'estil imperant. Del temple romànic es va derruir la nau central i nord amb l'objecte de convertir-les en una única nau. L'edifici actual, segons les dates a la porta principal data del 1767, de la porta petita del 1740, i de la finestra de la sagristia 1763. Fou construït per Joan Aguilà d'Arbúcies. Les fotos anteriors a 1936 ensenyen una decoració barroca-neoclàssica molt carregada.
Per construir l'edificació barroca fou necessari enderrocar moltes construccions anteriors, aprofitant-ne algunes i reutilitzant nombrosos materials. L'últim pis del campanar i la capella del Roser són de datació posterior. L'any 1936 l'església fou destruïda i desaparegué un retaule neoclàssic amb forma de templet semicircular bastit amb fusta estucada i daurada (obra de Josep Barnoya Vinyals, 1802-1808), el qual va ser substituït per una obra de Ramon Reig el 1940.
L'agost del 1992 es restauraren les cobertes.

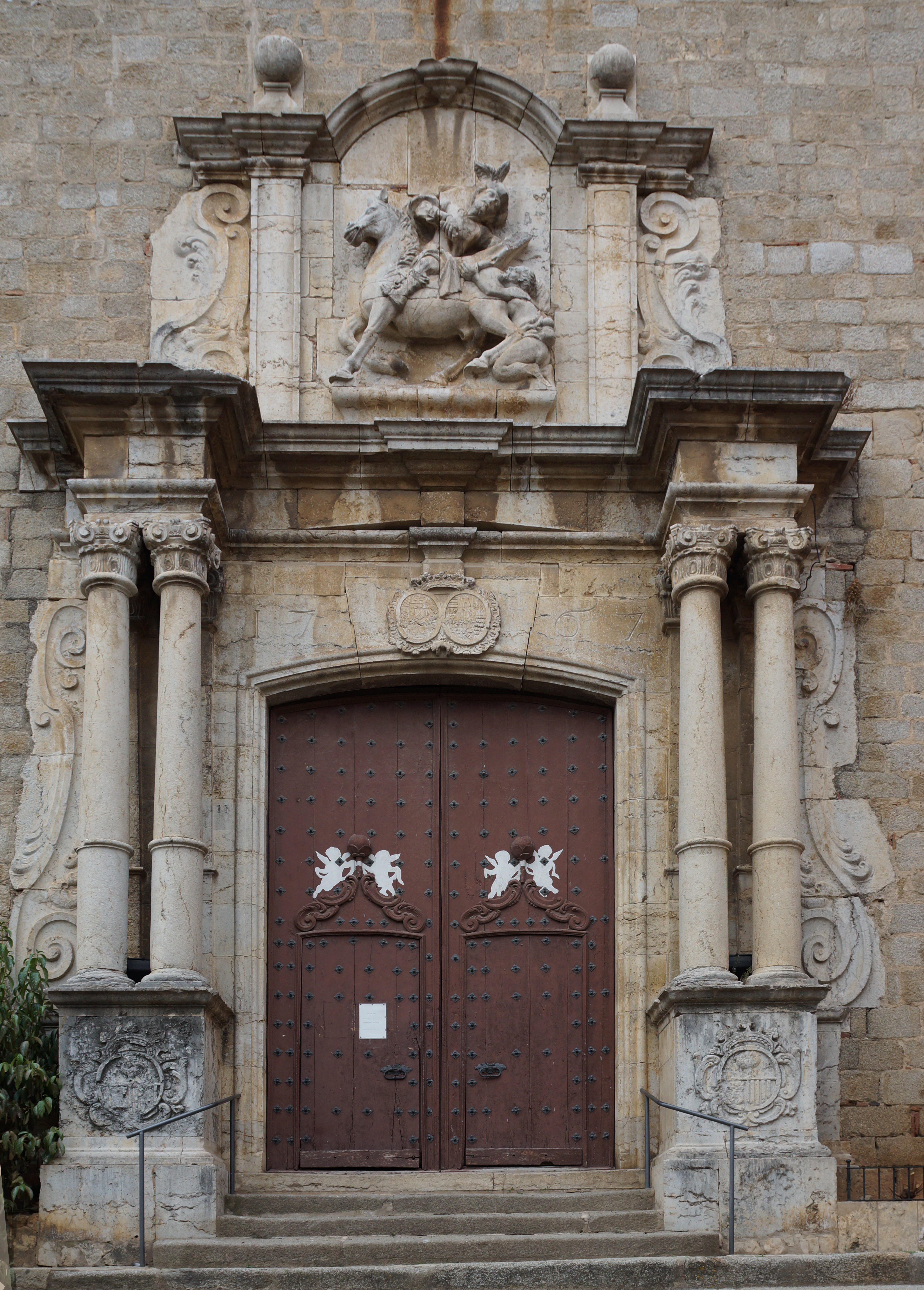
El portal llevant
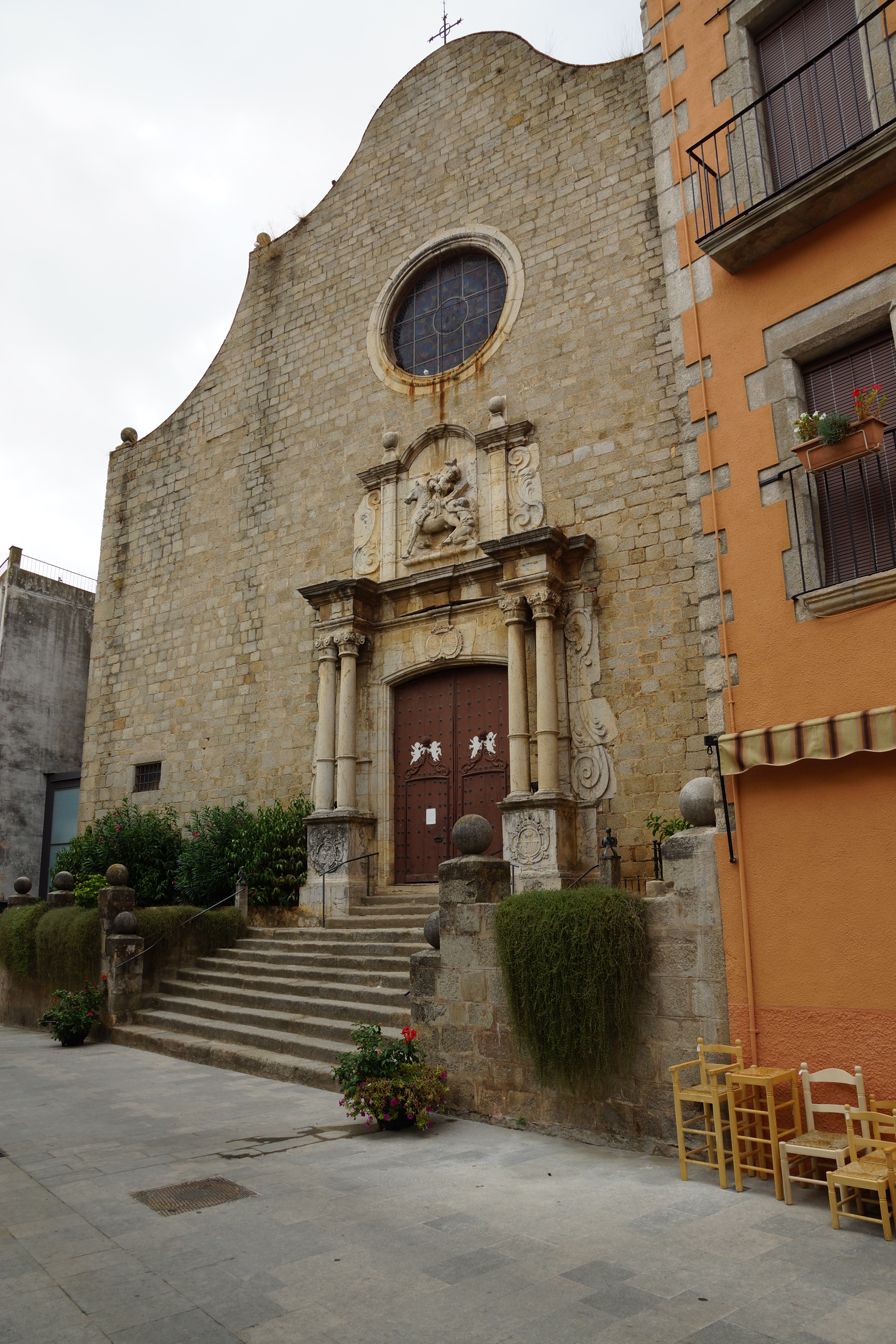
Façana llevant a la Plaça Major
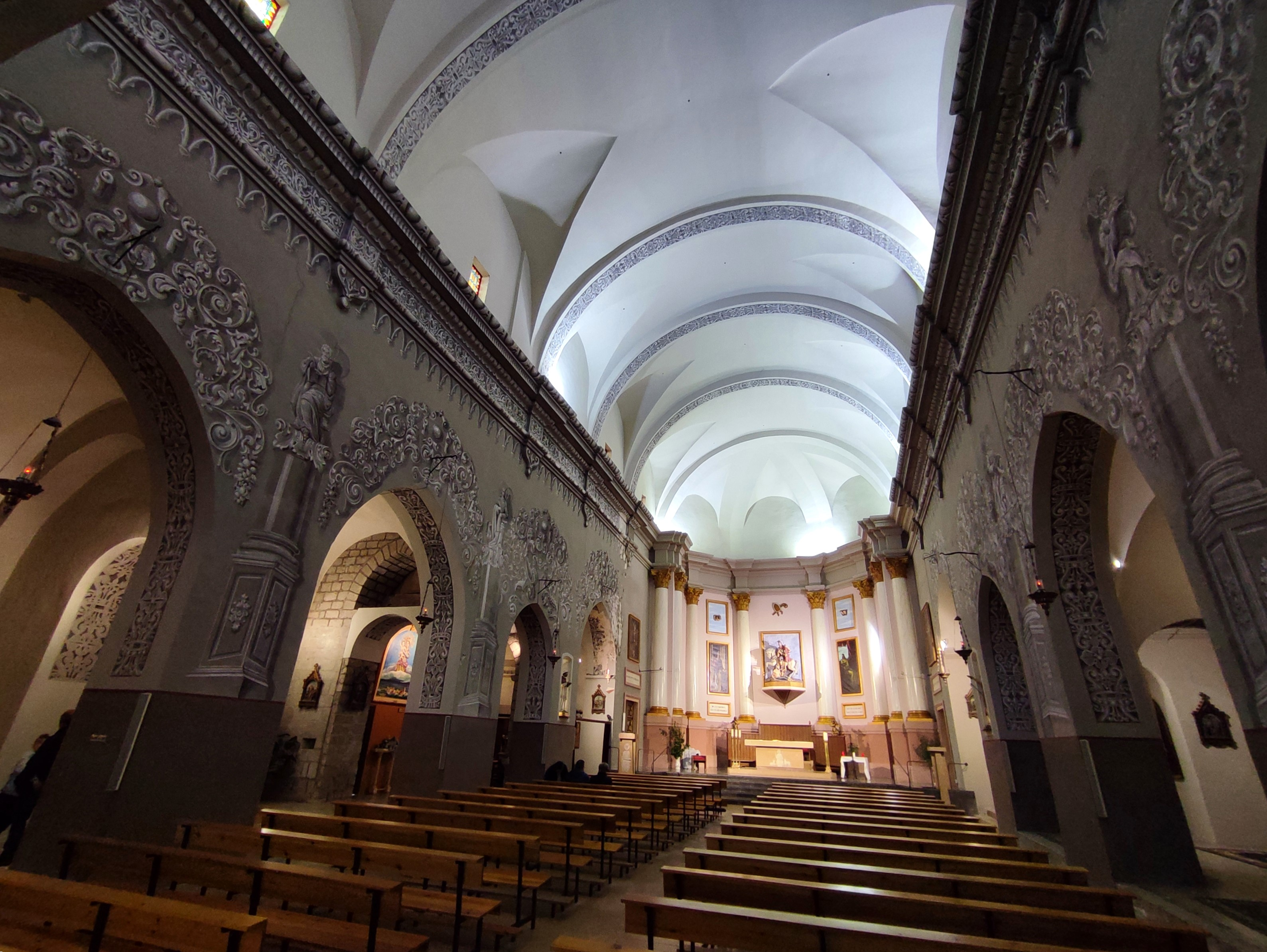
Interior